# Bremerhaven
Bremerhaven (in basso tedesco Bremerhoben) è una città tedesca di quasi 113 000 abitanti (dato al 31 dicembre 2011) situata sulla costa del Mare del Nord, unica altra città nel Land di Brema oltre alla capitale Brema. Le due città sono situate a 60 km l'una dall'altra, su differenti territori non confinanti. La sua area portuale è tra le più grandi d'Europa.

## Geografia fisica
La città è situata alla confluenza del fiume Geeste nel fiume Weser, non lontano da dove quest'ultimo sfocia nel mare del Nord.
Fanno parte della città tutti i terreni e gli impianti del porto fluviale tranne quelli del porto intercontinentale che appartengono alla città di Brema.

## Storia
La città è stata costruita nella prima metà dell'Ottocento temendo l'insabbiamento del fiume Weser e quindi l'impossibilità di utilizzare il porto di Brema; da qui appunto il nome: Bremerhaven, ovvero in tedesco porto di Brema. Il Regno di Hannover fondò una città rivale confinante con Bremerhaven e la chiamò Geestemünde nel 1845. Ambedue le città si espansero grazie a due pilastri dell'economia del tempo: l'industria cantieristica e il commercio. In seguito ad accordi stipulati in epoche diverse, i confini di Bremerhaven furono più volte estesi a spese del territorio di Hannover. Nel 1924 Geestemünde e il comune limitrofo di Lehe formarono la città di Wesermünde, e nel 1939 Bremerhaven (tranne il porto) fu scorporata dalla giurisdizione di Brema e costituì una parte di Wesermünde, per poi essere unita alla provincia prussiana di Hannover. Nel 1947 la città venne incorporata nella "Libera Città Anseatica di Brema" (Freie Hansestadt Bremen) e di conseguenza ribattezzata con il nome Bremerhaven, che ha mantenuto.

## Monumenti e luoghi d'interesse
- Atlantic Hotel Sail City, grattacielo usato principalmente come hotel.

## Geografia antropica

### Suddivisioni amministrative

Suddivisione della città

La città di Bremerhaven è divisa in due distretti urbani (Stadtbezirk), che comprendono 9 quartieri (Stadtteil), a loro volta suddivisi in 24 località (Ortsteil) secondo lo schema seguente:
| Distretti urbani | Quartieri        | Località         |
| ---------------- | ---------------- | ---------------- |
| Nord             | Weddewarden      | Weddewarden      |
| Nord             | Leherheide       | Königsheide      |
| Nord             | Leherheide       | Fehrmoor         |
| Nord             | Leherheide       | Leherheide-West  |
| Nord             | Lehe             | Speckenbüttel    |
| Nord             | Lehe             | Eckernfeld       |
| Nord             | Lehe             | Twischkamp       |
| Nord             | Lehe             | Goethestraße     |
| Nord             | Lehe             | Klushof          |
| Nord             | Lehe             | Schierholz       |
| Nord             | Lehe             | Buschkämpen      |
| Nord             | Mitte            | Mitte-Süd        |
| Nord             | Mitte            | Mitte-Nord       |
| Süd              | Geestemünde      | Geestemünde-Nord |
| Süd              | Geestemünde      | Geestendorf      |
| Süd              | Geestemünde      | Geestemünde-Süd  |
| Süd              | Geestemünde      | Bürgerpark       |
| Süd              | Geestemünde      | Grünhöfe         |
| Süd              | Schiffdorferdamm | Schiffdorferdamm |
| Süd              | Surheide         | Surheide         |
| Süd              | Wulsdorf         | Dreibergen       |
| Süd              | Wulsdorf         | Jedutenberg      |
| Süd              | Fischereihafen   | Fischereihafen   |
| Süd              | Fischereihafen   | Luneplate        |

## Amministrazione

### Gemellaggi
Bremerhaven è gemellata con:
| - Cherbourg-Octeville, dal 29 giugno 1960 - Grimsby, dal 22 febbraio 1963 - Pori, dal 16 maggio 1969 - Frederikshavn, dal 16 giugno 1979 | - Stettino, dal 16 ottobre 1990 - Kaliningrad, dal 24 aprile 1992 - Şanlıurfa, dal 25 febbraio 2007 - Baltimora |